# 横光吉規

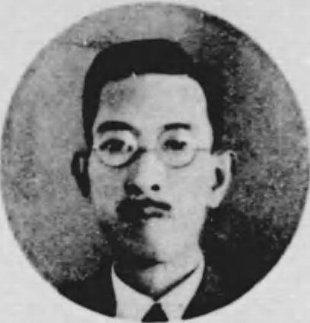
横光吉規

横光 吉規（よこみつ よしのり、1888年（明治21年）9月21日 – 1965年（昭和40年）3月11日）は、静岡県浜松市長。台湾総督府官僚。

## 経歴
大分県下毛郡中津町（現在の中津市）出身。1914年（大正3年）に東京帝国大学法科大学政治科を卒業し、翌年に高等文官試験に合格した。台湾総督府鉄道部書記、同事務官、同庶務課長、殖産局商工課長、台南州内務部長、殖産局農務課長、台南州知事を歴任した。
1935年（昭和10年）、浜松市長に就任し、2期在任した。
その後は静岡県食糧営団理事長を務めた。戦後、公職追放となった。